# Karisandra, Malur
Karisandra là một làng thuộc tehsil Malur, huyện Kolar, bang Karnataka, Ấn Độ.